# رسلانژ
رسلانژ (به فرانسوی: Rosselange) یک کمون در فرانسه است که در Canton of Moyeuvre-Grande واقع شده‌است.

## خصوصیات
رسلانژ ۵٫۳۵ کیلومترمربع مساحت و ۳٬۱۰۱ نفر جمعیت دارد و ۱۶۰ متر بالاتر از سطح دریا واقع شده‌است.